# Luis Gómez Llorente
Luis Gómez Llorente (Segòvia, 29 de gener de 1939 - Madrid, 5 d'octubre de 2012) fou un historiador, filòsof, professor i polític espanyol, històric militant del socialisme d'esquerra.

## Activitat política en la clandestinitat
Luis Gómez Llorente va estudiar a l'antiga Facultat de Filosofia i Lletres de la Universitat Complutense de Madrid, on es va llicenciar en l'especialitat de Filosofia Pura. Va cursar també estudis de Dret. Va ser durant aquests anys de formació quan va iniciar la seva activitat política en l'Agrupació Socialista Universitària, i va ingressar el 1958 en el Partit Socialista Obrer Espanyol, del qual va arribar a ser Secretari d'Educació i Formació i membre de la Comissió Executiva; així com en la UGT.
Dedicat a la docència, va impartir classes de Filosofia, a l'antiga Universitat Laboral d'Alcalá de Henares, després Institut de Batxillerat Severo Ochoa i a l'Institut d'Educació Secundària Virgen de la Paloma de Madrid. Com a projecció d'aquesta dedicació professional, Gómez Llorente va ser escollit el 1974 vicedegà del Col·legi Oficial de Doctors i Llicenciats. Formava part de la candidatura progressista, en una època històrica, la dels inicis de la transició cap a la democràcia a Espanya, que els Col·legis professionals van exercir un paper important com a instrument i caixa de ressonància de la lluita contra la dictadura.

## Teòric d'Izquierda Socialista
A les eleccions del 15 de juny de 1977 Luis Gómez Llorente va ser escollit Diputat per Astúries. Triat novament Diputat el 1979, va ser Vicepresident Primer de la diputació permanent i del Congrés dels Diputats durant la I Legislatura.
Persona més inclinada cap a un treball intern i callat, el moment de major projecció pública de Gómez Llorente va ocórrer el 1979 durant el XXVIII Congrés del PSOE, en el qual, al costat de Francisco Bustelo, Pablo Castellano i altres representants de l'ala esquerra del partit, es va oposar al pragmatisme socialdemòcrata propugnat per Felipe González. Va encapçalar el que seria més endavant el nucli al voltant del qual es va formar el corrent Izquierda Socialista (IS).
Gómez Llorente va ser el teòric d'IS que va reivindicar el model de partit i l'estratègia política aprovat al congrés anterior de desembre de 1976. En aquell congrés es defensava un model inèdit de socialisme, un socialisme autogestionari, que propiciés un bloc social de progrés amb altres forces d'esquerra i que definís una política exterior neutralista per a Espanya. Un projecte que implicava una labor pedagògica del partit i connectava el llegat marxista amb un corrent llibertari que venia del maig de 1968.
Al seu judici, s'estava abdicant dels senyals d'identitat pròpies per apropar-se a les preferències dels segments electorals que permeten accedir a la majoria; se centrava l'acció política en el camp institucional i s'abandonava la mobilització social; i es concentrava totes les accions del partit en l'exaltació d'un únic líder que assumís la imatge i la referència de l'organització.
Després de la victòria pírrica del sector d'esquerra al XXVIII congrés i el posterior retorn triomfal de Felipe González a la Secretaria General del PSOE al Congrés Extraordinari del mateix any 1979, Luis Gómez Llorente va abandonar pràcticament la política activa, encara que va mantenir el seu escó fins al 1982, quan no va tornar a presentar-se en les eleccions generals d'aquest any, sense renunciar, no obstant això, a la seva afiliació al partit i a la seva militància a Izquierda Socialista.

## Teòric del laïcisme
Després de molts anys de relatiu ostracisme, Luis Gómez Llorente va tornar a un plànol més visible de la labor pública a partir de 2004, en multiplicar les conferències i els articles tant en revistes educatives especialitzades com en altres més generals de sociologia i política, sempre entorn de la defensa de l'ensenyament públic i el laïcisme.

## Obres
Luis Gómez Llorente ha estat també un historiador del moviment obrer i socialista. A part d'obres en col·laboració, les seves principals aportacions en aquest camp són Aproximación a la historia del socialismo español (hasta 1921) (EDICUSA, 1972), Rosa Luxemburgo y la socialdemocracia alemana (EDICUSA, 1975) i Apuntes sobre el movimiento obrero (UGT Confederal, 1992). També és autor del llibre Educación pública (Morata, 2000).